# Marc Vidal
Marc Vidal (Saint-Affrique, 3 de junho de 1991) é um futebolista profissional francês que atua como goleiro para o Avenir Sportif Béziers.

## Carreira
Marc Vidal começou a carreira no Toulouse, após jogar nos SS Saint-Affrique, INF Castelmaurou e finalmente Toulouse antes de profissionalizar-se por esse clube. Em 2020 foi para o Blagnac, em 2021 para o Rodez e em 2022 para o Béziers.
Jogou também para a seleção francesa sub-18, sub-19 e sub-20. 